# Marathon van Amsterdam 1998
De marathon van Amsterdam 1998 vond plaats op zondag 1 november 1998. Het was de 23e editie van deze marathon. De hoofdsponsor van het evenement was Delta Lloyd.
Ondanks de weersomstandigheden (wind, slagregens) zette de winnaar bij de mannen van het jaar ervoor, de Keniaan Sammy Korir, een goede tijd neer van 2:08.13, waarmee hij dertien tellen sneller was dan in 1997 en tevens zijn eigen parcoursrecord verbeterde. De als tweede eindigende Simon Bor verbeterde zijn persoonlijke record van 2:13.29 naar 2:08.47.
Bij de vrouwen liep Catherina McKiernan met haar winnende tijd van 2:22.23 naar een zesde tijd ooit. Alleen wereldrecordhoudster Tegla Loroupe (2:20.47), Uta Pippig, Ingrid Kristiansen en Joan Benoit waren ooit sneller. Vanzelfsprekend was de tijd van McKiernan tevens een parcoursrecord voor vrouwen.  

## Uitslagen

### Mannen
| rang   | naam                | land | tijd    |
| ------ | ------------------- | ---- | ------- |
| Goud   | Sammy Korir         | KEN  | 2:08.13 |
| Zilver | Simon Bor           | KEN  | 2:08.47 |
| Brons  | Alberto Juzdado     | ESP  | 2:09.59 |
| 4      | Elias Bastos        | BRA  | 2:14.57 |
| 5      | Tom McGrath         | IRL  | 2:18.59 |
| 6      | Victor de Jesus     | MEX  | 2:19.22 |
| 7      | Jacob van Wijk      | RSA  | 2:19.39 |
| 8      | Clemens Kiprotich   | KEN  | 2:20.20 |
| 9      | William Kiplagat    | KEN  | 2:20.50 |
| 10     | Torben-Juul Nielsen | DEN  | 2:21.44 |
| 11     | Slawomir Kapinski   | POL  | 2:21.58 |
| 14     | Michel de Maat      | NED  | 2:22.26 |
| 17     | John Vermeule       | NED  | 2:25.15 |
| 19     | De Jongh            | NED  | 2:27.28 |
| ?      | Dolf Jansen         | NED  | 2:35.52 |

### Vrouwen
| rang   | naam                | land | tijd    |
| ------ | ------------------- | ---- | ------- |
| Goud   | Catherina McKiernan | IRL  | 2:22.23 |
| Zilver | Sonja Oberem-Krolik | GER  | 2:29.30 |
| Brons  | Elfenesh Alemu      | ETH  | 2:30.19 |
| 4      | Hellen Kimaiyo      | KEN  | 2:33.56 |
| 5      | Annemette Jensen    | DEN  | 2:39.23 |
| 6      | Naima Rhaoui        | MAR  | 2:49.03 |
| 7      | Denise Pycroft      | GBR  | 2:53.45 |
| 8      | Lisa Merlo          | ITA  | 3:04.27 |

1975 ·
1976 ·
1977 ·
1978 ·
1979 ·
1980 ·
1981 ·
1982 ·
1983 ·
1984 ·
1985 ·
1986 ·
1987 ·
1988 ·
1989 ·
1990 ·
1991 ·
1992 ·
1993 ·
1994 ·
1995 ·
1996 ·
1997 ·
1998 ·
1999 ·
2000 ·
2001 ·
2002 ·
2003 ·
2004 ·
2005 ·
2006 ·
2007 ·
2008 ·
2009 ·
2010 ·
2011 ·
2012 ·
2013 ·
2014 ·
2015 ·
2016 ·
2017 ·
2018 ·
2019 ·
2020 ·
2021 ·
2022 ·
2023 ·
2024 ·
2025